# Kaplice

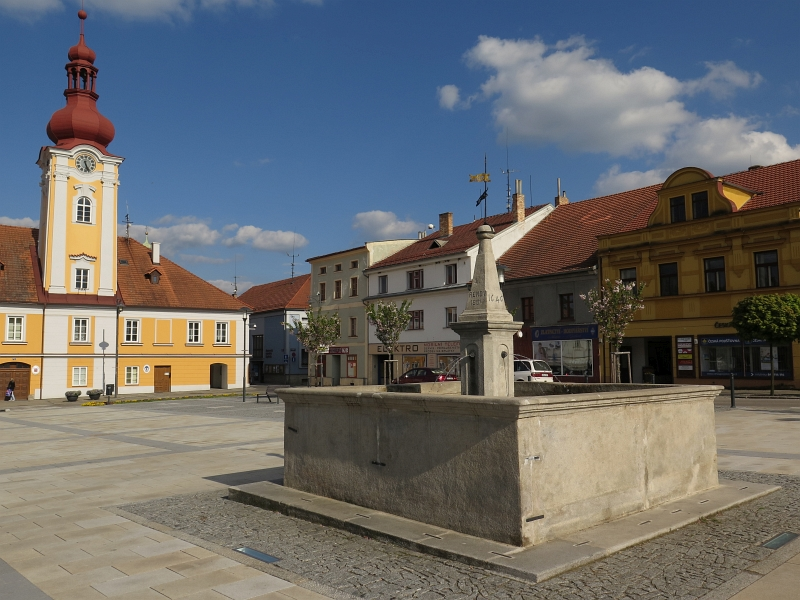
Brunnen auf dem Marktplatz von Kaplice, im Hintergrund das Rathaus

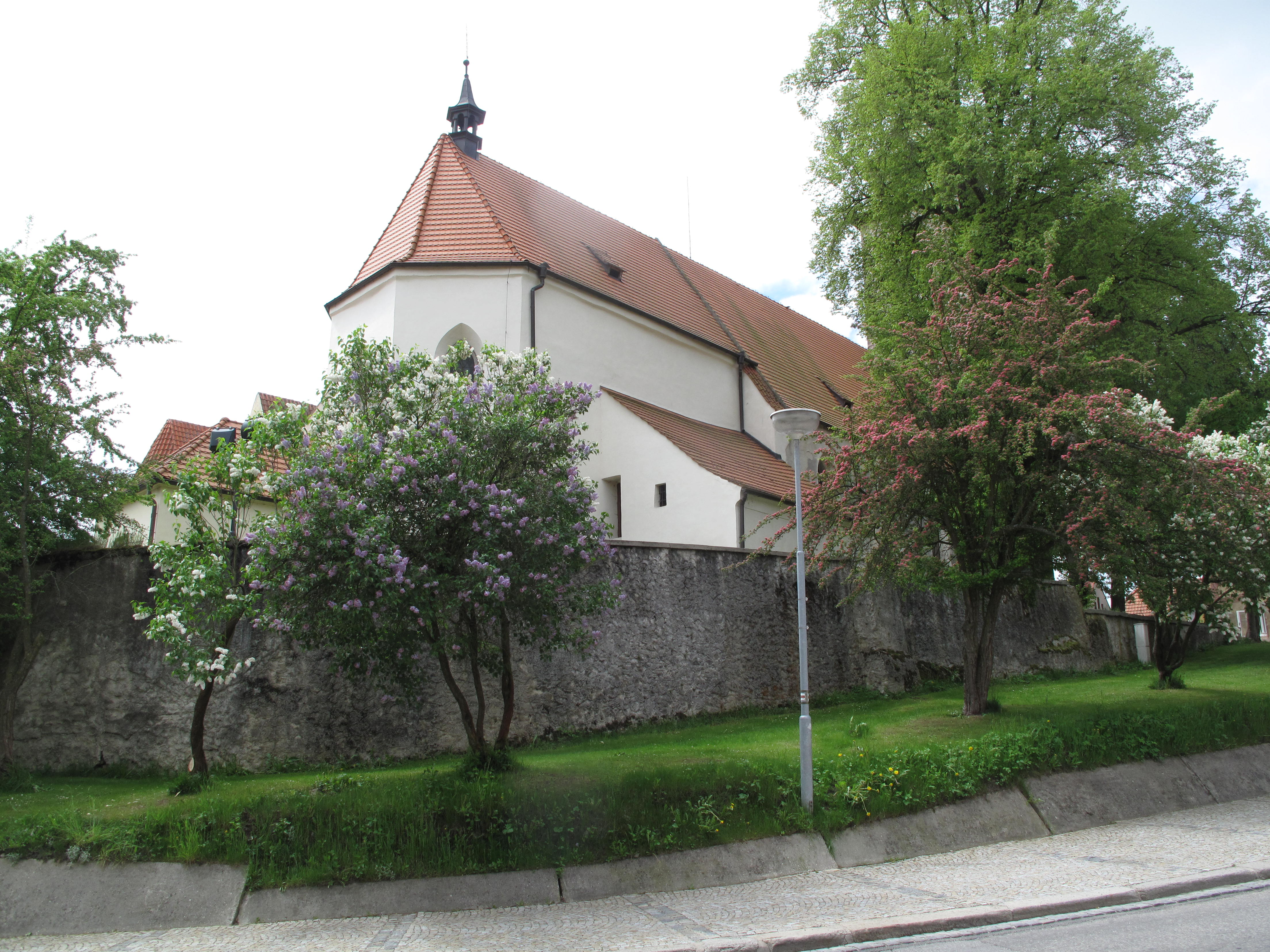
Pfarrkirche

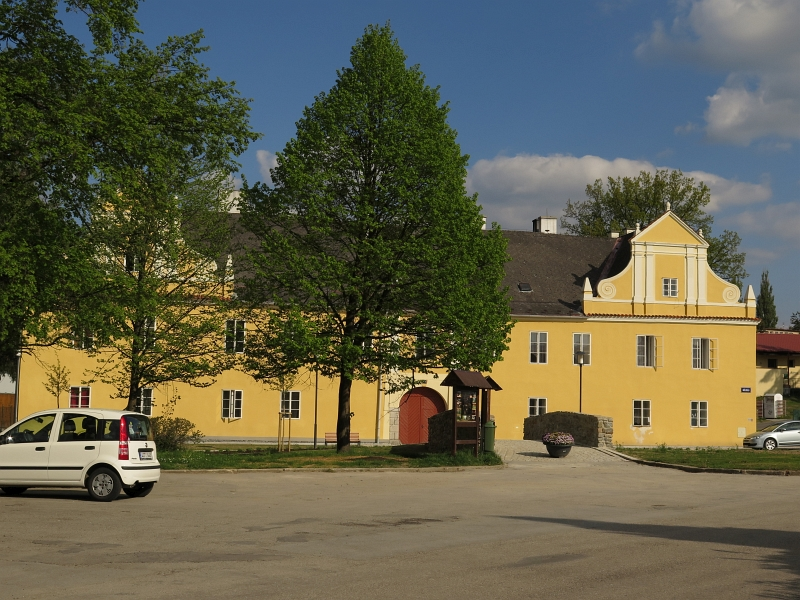
Alte Brauerei

Kaplice (deutsch Kaplitz, lateinisch Caplicium) ist eine Stadt mit rund 7000 Einwohnern in Tschechien. Sie liegt in Südböhmen am linken Ufer der Maltsch und gehört zum Okres Český Krumlov. Die Katasterfläche beträgt 4087 Hektar.

## Geographie
Die Stadt liegt in 537 m ü. M. in der Kaplitzer Furche (Kaplická brázda), die westlich von den Poluška-Bergen, östlich vom Hühnergebirge und südlich vom Gratzener Bergland umgeben ist, etwa 52 Kilometer nordnordöstlich von Linz.
Nachbarorte sind Hubenov (Hubene) und Žďár (Sohorz) im Norden, Blansko (Pflanzen) und Hradiště (Radischen) im Osten, Mostky (Pernlesdorf), Ješkov (Jeschkersdorf) und Skoronice (Gurenitz) im Süden sowie Horšov (Horeschau), Omlenice (Umlowitz), Omlenička (Klein Umlowitz), Stradov (Groß Strodau) und Blažkov (Blaschkau) im Westen. Durch Kaplice verläuft die Europastraße 55.

### Gemeindegliederung
Die Stadt Kaplice besteht aus den Ortsteilen Blansko (Pflanzen), Dobechov (Dobichau), Hradiště (Radischen), Hubenov (Hubene), Kaplice, Květoňov (Steinbach), Mostky (Pernlesdorf), Pořešín (Groß Poreschin), Pořešinec (Klein Poreschin), Rozpoutí (Roßboden) und Žďár (Sohorz). Grundsiedlungseinheiten sind Blansko, Dobechov, Hradiště, Hubenov, K Ješkovu, Kaplice-střed, Květoňov, Malšské údolí, Mostky, Na Pohorské, Na Vyhlídce, Pořešín, Pořešinec, Rozpoutí, Samoty, Sídliště Míru, Suchý vrch, U Dvořišťské silnice, U Jermal und Žďár. Zu Kaplice gehört außerdem der Wohnplatz Rožnov (Rosenau). Auf den Gemeindefluren liegen die Wüstungen Jermaly (Ermeley) und Kůzlův Dvůr (Guserlhof).
Das Gemeindegebiet gliedert sich in die Katastralbezirke Blansko u Kaplice, Hradiště u Kaplice, Kaplice, Mostky, Pořešín und Žďár u Kaplice.

### Nachbargemeinden
| Střítež u Kaplice | Netřebice, Svatý Jan nad Malší              | Besednice, Soběnov |
| Omlenice          | Kompassrose, die auf Nachbargemeinden zeigt | Benešov nad Černou |
| Bujanov           | Dolní Dvořiště                              | Malonty            |

## Geschichte
Kaplitz wurde 1257 als „Capliz“ erstmals als Pfarrort in Erbuntertänigkeit unter dem Patronat des Klosters Mühlhausen urkundlich erwähnt. Die Ansiedlung am Kaplitzer bzw. Freistädter Weg, einer alten Salzstraße von Oberösterreich nach Böhmen, erhielt bereits im Mittelalter Marktrechte und war zusammen mit Freistadt ein wichtiger Umschlagplatz an diesem Handels- und Heeresweg, der als Bernsteinstrasse bis zur Ostsee weiterführte. Kaplitz entstand am Ufer der Maltsch als Ansiedlung mit regelmäßigem Grundriss und besaß seit 1382 Stadtrecht. Es war ein Mediatstädtchen der Herrschaft Poreschin, die 1434 in den Besitz des Ulrichs II. von Rosenberg aus dem Geschlecht der Witigonen überging. Die Stadt Kaplice führt in Erinnerung an das Geschlecht der Rosenberg deren Stammwappen, die fünfblätterigen Rose in ihrem Stadtwappen.
Nach dem Tode des letzten Rosenbergers, Peter Wok von Rosenberg, erwarb Johann Georg von Schwanberg Kaplitz. Nach der Schlacht am Weißen Berg während der Rekatholisierung des Landes wurden die Schwanberger enteignet und neuer Besitzer der Stadt wurde Charles Bonaventure de Longueval, Comte de Bucquoy. Wie schon während der Hussitenkriege wurde Kaplitz auch im Dreißigjährigen Krieg von Plünderungen durchziehender Heeresgruppen in Mitleidenschaft gezogen.
Karl Albert Buquoy, der als Gouverneur der Grafschaft Hennegau und General in spanischen Diensten in Flandern lebte, wollte den Kaplitzern bei seinem Regierungsantritt die alten Privilegien streitig machen, doch die Gemeinde konnte 1653 eine Bestätigung ihrer Rechte durch den böhmischen Landesherrn Kaiser Ferdinand III. erreichen. Nach dem Tod von Karl Albert im Jahr 1663 verlangte dessen Witwe ein Fassgeld für das gebraute Bier, was ihr vertraglich nicht zustand. Als sich die Gemeinde dagegen wehrte, ließ sie das Bräuhaus der Gemeinde sperren, wodurch die Bürger das Bier nur noch von der herrschaftlichen Brauerei beziehen konnten. Ein jahrelanger Rechtsstreit brachte die Gemeinde an den Rand des Ruins. 1669 öffneten ungeduldige Bürger gewaltsam ihr Brauhaus, worauf einige von ihnen vier Wochen lang in einem alten, stinkenden Stall im Schloss Nové Hrady (Gratzen) eingesperrt wurden. Nach neuerlicher Beschwerde bei der Statthalterei wurde das Gemeindebräuhaus wieder instand gesetzt. Im Jahr 1676 wurde der Bierstreit schließlich beigelegt, indem die Bürger einen Vertrag mit Graf Ferdinand schlossen, der ihr bisher gültiges Braurecht anerkannte. Am 8. Oktober 1718 brannte der Ort völlig ab.
Nach der Aufhebung der Erbuntertänigkeit im Jahr 1848 wurde Kaplitz Sitz des Gerichtsbezirks Kaplitz und des Bezirks Kaplitz. Letzterer bestand als Okres Kaplice bis zu einer Gebietsreform in der Tschechoslowakei und wurde 1960 aufgelöst. Im Jahr 1869 hatte Kaplitz 2.252 Einwohner. Die im 19. Jahrhundert einsetzende Industrialisierung erfasste Kaplitz nur wenig. Die 1869 errichtete Eisenbahnverbindung der Summerauer Bahn von Tábor nach Linz schloss mit einer Haltestelle zwei Kilometer westlich der Stadt Kaplitz an das Verkehrsnetz an. Im Umland der Stadt dominierte eine ertragreiche Landwirtschaft.
Im Jahr 1900 hatte Kaplitz 2.441 Einwohner, davon waren 2.214 (91,4 Prozent) deutsch- und 209 tschechischsprachig. Nach dem Ende des Ersten Weltkriegs und dem Zusammenbruch der Monarchie Österreich-Ungarn 1918 wurde Kaplitz von Truppen der neugegründeten Tschechoslowakei besetzt. Am 3. Dezember 1919 kam es in der Stadt zu einer erfolglosen Protestkundgebung gegen die Zugehörigkeit zu diesem neuen Staat. Am 9. Juli 1936 erhielt Kaplice die vollen Stadtrechte. 1938 nach dem Anschluss Österreichs an das Deutsche Reich verstärkte die Sudetendeutsche Partei ihre Aktivitäten für einen Anschluss des Sudetenlandes an Deutschland. In Vollzug des Münchner Abkommens wurde Kaplitz 1938 an das Deutsche Reich angeschlossen, und der bisherige Okres Kaplice wurde als Landkreis Kaplitz dem Reichsgau Oberdonau angegliedert, der von 1938 bis 1945 bestand.
Nach dem Zweiten Weltkrieg wurde die deutsche Bevölkerung der Stadt bis auf eine Minderheit von 109 Personen enteignet und vertrieben.
Nachfolgend wurden Tschechen und Slowaken angesiedelt, von denen viele den Ort wieder verließen. Die Einwohnerzahl sank bis 1947 auf 1.588. 1953 entstand eine neue Mittelschule. Nach 1960 erfolgte die Ansiedlung von Betrieben und die Bevölkerung wuchs wieder, es entstanden neue Wohnviertel. Durch den Wegfall des Eisernen Vorhangs 1989 entstanden für Kaplice, das zuvor wegen der Lage in der abgeschotteten Grenzzone zu Österreich benachteiligt war, neue Entwicklungsmöglichkeiten.

## Sehenswürdigkeiten
- St. Florianskirche, erbaut 1491
- Pfarrkirche St. Peter und Paul, erbaut 1257 und 1507 nach einem Brand erneuert
- Alte Brauerei mit Galerie Krampus
- Ruinen der Burg Pořešín
- Rest der Pferdeeisenbahn Budweis–Linz–Gmunden bei Raveň

## Demographie
| Jahr | Einwohner | Anmerkungen                      |
| ---- | --------- | -------------------------------- |
| 1840 | 1.892     | deutsche und böhmische Einwohner |
| 1849 | ca. 2.100 | meist deutsche Einwohner         |
| 1869 | 2.252     |                                  |
| 1900 | 2.441     | meist deutsche Einwohner         |
| 1910 | 2.377     | 2.259 Deutsche und 117 Tschechen |
| 1921 | 2.260     | 1.721 Deutsche und 469 Tschechen |
| 1930 | 2.267     | davon 562 Tschechen              |
| 1939 | 2.281     | [ 10 ]                           |

## Städtepartnerschaften
- Freistadt, Österreich, seit 2004

## Persönlichkeiten
- Anton Josef Norbert Reisinger (1680–unbekannt), 1731 als Reising von Reisinger in den erbländisch-österreichischen Adelsstand erhoben, k.k. Feldstückhauptmann; Sohn des Ambrosius Reisinger (1649–1685), Marktschreiber, Syndicus und Ratsverwandter in Kaplitz; ⚭ mit Maria Zäzilia Strausz; Großvater des Feldmarschalleutnant Maximilian Reising von Reisinger.
- Ferdinand Kindermann von Schulstein (1740–1801), Pädagoge und Bischof von Leitmeritz
- Ignaz Oberparleiter (1846–1922), Schriftsteller
- Matthäus Klimesch (1850–1940), Historiker und Heimatforscher
- Marie Oberparleiter (1876–1954), Schriftstellerin, Tochter von Ignaz Oberparleiter
- František Chaun (1921–1981), Komponist, Pianist, Sänger, Maler und Schauspieler